# Kudāl
Kudāl är en ort i Indien.   Den ligger i distriktet Sindhudurg och delstaten Maharashtra, i den sydvästra delen av landet, 1 400 km söder om huvudstaden New Delhi. Kudāl ligger 28 meter över havet och antalet invånare är 14 432.
Terrängen runt Kudāl är platt. Runt Kudāl är det ganska tätbefolkat, med 179 invånare per kvadratkilometer. Närmaste större samhälle är Sāvantvādi, 18,5 km sydost om Kudāl. I omgivningarna runt Kudāl växer huvudsakligen savannskog.